# میخاو واشینسکی
میخاو واشینسکی (لهستانی: Michał Waszyński؛ ‏ ۲۹ سپتامبر ۱۹۰۴ – ۲۰ فوریهٔ ۱۹۶۵) فیلم‌نامه‌نویس، تهیه‌کننده فیلم و کارگردان اهل لهستان بود. وی بین سال‌های ۱۹۲۲ تا ۱۹۴۸ میلادی فعالیت می‌کرد.
از فیلم‌هایی که وی در آن‌ها نقش داشته‌است، می‌توان به جهنم، قلب مادر، عالی‌جناب، شاگرد مغازه، سه قلب، دوازده صندلی، ۳۰ قیراط خوشبختی، پروفسور ویلچور، خانه‌به‌دوش، ویلیام تل، زیر پرچم عشق، احساس مالکیت، آمریکایی آرام، ال سید، یکصد متر عشق، اسباب‌بازی، رنا، خواننده ورشویی، الفبای عشق، شوهرم امشب چه می‌کند؟، صدای صحرا و سقوط امپراتوری روم اشاره نمود.